# NS-Baureihe 1000
Die NS-Baureihe 1000 war die für das Gleichstromnetz der Niederländischen Staatsbahnen ausgelegte Version der Wechselstrom-Elektrolokomotiv-Baureihe SBB Ae 4/6 der Schweizerischen Bundesbahnen. Die Fahrzeuge 1001 bis 1003 wurden von der SLM in Winterthur und die Nummern 1004 bis 1010 von der Firma Werkspoor NV in Utrecht fabriziert. Sie waren von 1948 bis 1982 fast ausnahmslos im Güterzugdienst eingesetzt. Wie die Originalmuster in der Schweiz waren auch die niederländischen Versionen sehr störanfällig.

## Verbleib
Von den zehn hergestellten Exemplaren ist nur eines der Nachwelt erhalten geblieben. Die Lokomotive mit der Betriebsnummer 1010 wurde nach ihrer Ausmusterung in das Eisenbahnmuseum von Utrecht überführt.